# Moreto (Rebsorte)
Die Rotweinsorte Moreto ist eine autochthone Sorte aus Portugal.

## Verbreitung
Empfohlen ist ihr Anbau in den Regionen Beira Interior Sul, Beira Interior Norte und Alentejo. Zugelassen ist sie außerdem in den Regionen Ribatejo, Oeste und Algarve. Die in Portugal bestockte Rebfläche betrug zu Anfang der 1990er Jahre noch ca. 2499 ha, fiel jedoch zu Anfang des 21. Jahrhunderts auf nur noch 1600 ha zurück.

## Eigenschaften, Wein
Die spätreifende Sorte ist überaus wuchskräftig und ertragsreich. Die aus ihr gekelterten Weine sind angenehm und von eher neutralem Aroma und säurearmem Charakter.

## Synonyme
Arruya, Casculo, Castellão, Moreto d'Alenteijo, Moreto d'Alentejo, Morito, Mureto, Mureto do Alentejo, Tinta de Alter.